# Исааковская пустынь

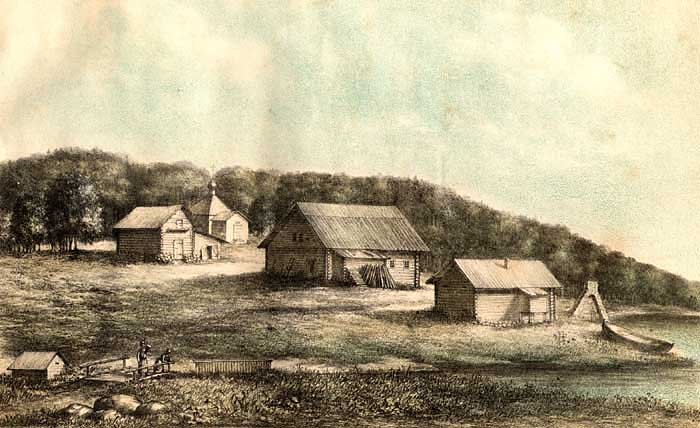
Исаково. 1884 год.

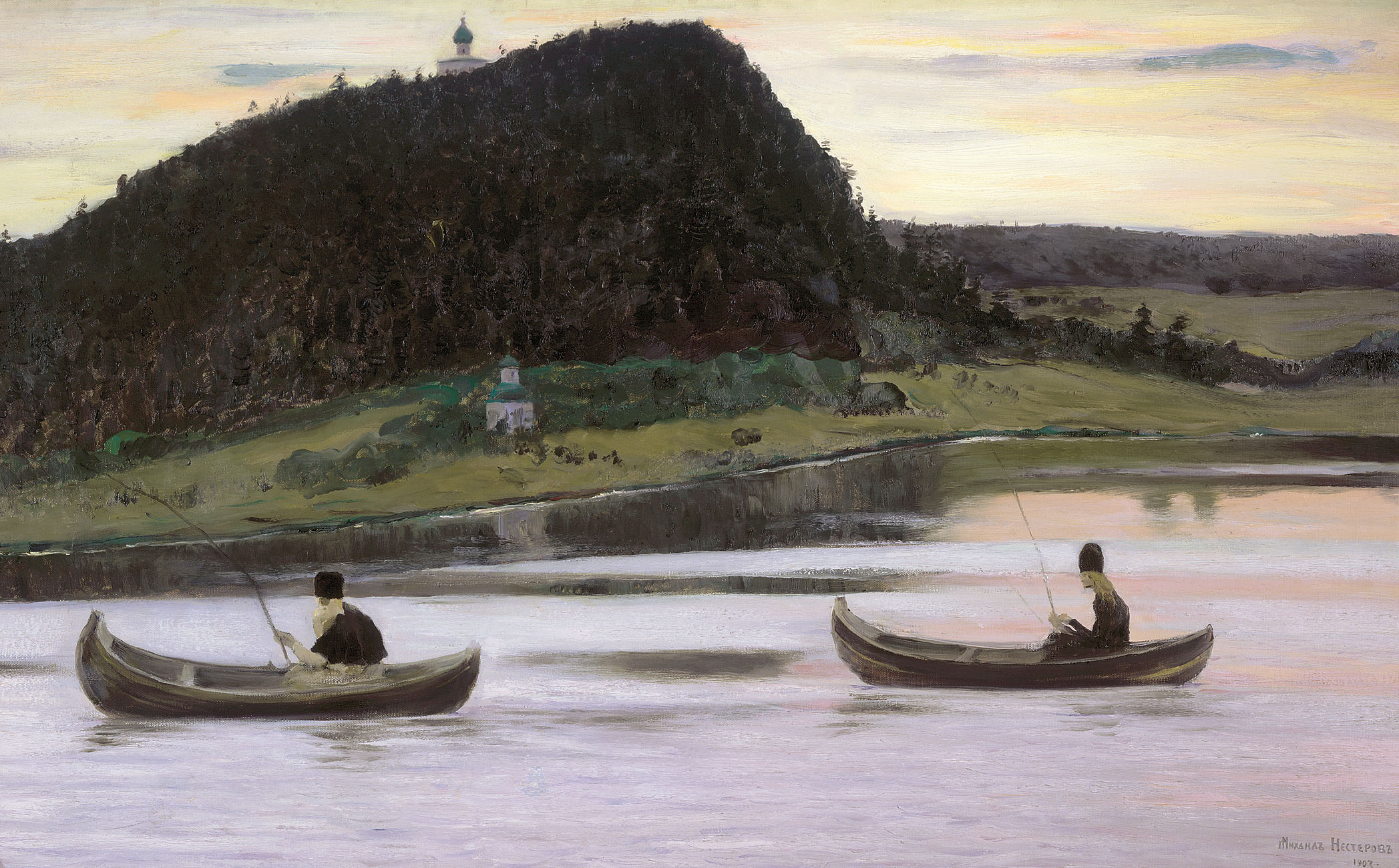
Нестеров М. В. «Молчание». 1903 год.
(На картине изображен вид Вознесенского скита со стороны Исааковской пустыни.)

Исааковская пустынь (также Исакиевская пустынь, Исааковский скит) — одна из пустыней Соловецкого монастыря, существовавшая в XVII—XX веках у озера Лесное Большого Соловецкого острова Соловецкого архипелага.

## История
Пустынь является одним из самых древних скитов соловецкого монастыря, так как возникла по-видимому ещё во времена святителя Филиппа. Доподлинно известно, что уже в XVII веке на этом месте находилась часовня во имя Исаакия Далматского, давшая название пустыни. В XVIII веке расположенные вокруг пустыни озёра, богатые рыбой, сделали её центром монастырского рыболовства.
В начале XIX века в Исааково был построен двухэтажный келейный корпус, а также, в 1834 году, ещё один большой деревянный дом. При архимандрите Мелетии в 1880-е годы под руководством монаха Феоктиста там устроили большой садок для рыбы. В самом начале XX века пустынь получила статус скита.
После Октябрьской революции во времена Соловецкого лагеря особого назначения в пустыни располагались управление лесозаготовок и дорожная служба. На чердаке келейного корпуса содержались отказники от работ. После Великой Отечественной войны постройки пустыни в основном использовались под жильё. В 1970-х годах комплекс зданий Исааковского скита был передан под базу отдыха одному из архангельских предприятий.

## Современное состояние
Из всех построек пустыни до наших дней сохранились: двухэтажный келейный корпус, валунный амбар, амбар для хранения сетей. Деревянных дом постройки 1834 года сгорел в 2007 году.
17 сентября 2006 года в пустыни был установлен шестиметровый поклонный крест. После возрождения Соловецкого монастыря в Исаково постепенно осваиваются прежние сенокосные угодья.